# Код унікальності
Код унікальності (рос. Код уникальности) — український документальний фільм російською мовою, прем'єра першого випуску відбулася на телеканалі «ICTV» 3 грудня 2014 року (о 20.25-21.10 год.), тривалістю стрічки 45 хвилин. Другий випуск мав прем'єрний показ 10 грудня 2014 р.. Третій випуск мав прем'єрний показ 17 грудня 2014 р.. Зазначений фільм створений в рамках проекту «Україна. Код унікальності» (рос. Украина. Код уникальности).

## Сюжет
Розкриваються таємниці з минулого, надані ексклюзивні кадри та інтерв'ю очевидців засекречених раніше подій. У новому циклі програм «Україна — код унікальності» журналісти «ICTV» розкажуть дивовижні факти про Україну, які не прочитати у підручниках з історії.
Оповідається про українця, особистого лікаря Брежнєва Леоніда Ілліча і Кім Чен Іра. Медика, який створив унікальну розробку зміни ізотопів води, що не визнали в Радянському Союзі, який помер у страшних злиднях.
Секретні раніше кадри фільмування у в.ч.10003 дослідів впливу гіпнозу з офіцерами СРСР вперше продемонстровані в документальному фільмі «Код унікальності».
Про те, що в радянські часи українці з паранормальними здібностями «Батальйону 14» протистояли агентам ЦРУ («Батальйону 14», Частина 1, Війна тіней рос. Война теней). «Батальйон 14» — це надлюди, що володіють надзвичайними здібностями, яких відібрали з різних куточків Радянського Союзу з однією метою протистояння тому, чиє народження назавжди змінило світ. Свідчать керівник центру екстраординарних здібностей Олександр Матухно та учасники «Батальйону 14» біоенергетик Юрій Козлов, кандидат технічних наук Олександр Кульський. В американській розвідці вони були «Агентом 001», його вважали «всевидючим оком» і тим, хто набагато сильніше ніж Джеймс Бонд, а генерали лякали навіть його ім'ям простих солдатів. Що вирішив цей проект продовжити та використовувати таких людей президент Росії В. Путін
У американській розвідці «золотий хлопчик» Джозеф Мак Монікал змушував тремтіти навіть тих, хто вважав себе непереможним, і як він розсекретив всьому світу таємний «Семипалатинський військовий полігон» СРСР.
Перший випускНазва 1-го випуску — «Батальйон 14» (рос. Батальон 14).
У першому випуску розповідається про те, як після цього шукали для вербування й як готували вітчизняних екстрасенсів, і що таке проект «Сітка». Унікальні кадри тих часів, свідчення очевидців і ексклюзивний розповідь того, чиї паранормальні здібності були розкриті завдяки проекту «Сітка».
Відомий факт, що зазначений комплекс «спеціальних здібностей» (спецздібностей) в комплекті зі силовим гіпнозом був інстальований групі військовослужбовців під назвою «батальйон 14». Члени яких іменувалися в документах як «оператори», «пси-оператори». Які брали участь у війнах СРСР та Росії: Афганістан, Нагорний Карабах, Чечня та інше. Частка з яких влаштувалася працювати в ГРУ ГШ Російської Федерації, що бере активну участь у Російсько-українській війні розпочатій у 2014 році. Ця програма дій відбулася за державним проектом під назвою «Сітка» (рос. Сетка) (пізніші назви «Горизонт» «Ніч» та ін.),
- «Червона сітка» (рос. Красная сетка, Сетка АН) під патронатом Академії наук СРСР, а невдовзі — Російської академії наук. Перша група налічувала 35 осіб.
- «Синя сітка» (рос. Синяя сетка, Сетка МО) під патронатом Міністерства Оборони СРСР, а невдовзі — Міністерства оборони Російської Федерації.

Назва походить від ідеї накривання «сіткою» (немов павутиною) територію СРСР пошуком кандидатів на навчання спецздібностям: розділена територія була на шість зон 6 комісій відбору кандидатів на навчання. Відібрані учні в лабораторіях військових частин (в.ч.) спілкувалися тільки за допомогою «позивних» (псевдонімів).
Лабораторія якої мала дислокацію також і в Ростовській області Росії (російський плацдарм терористів проти українського «АТО» — 2014 р.). Інші лабораторії тоді розміщувалися в м. Сєверодвінськ, у Ленінградській області (чисельністю 80 пси-операторів на момент початку афганської війни), на базі Чорноморського флоту на о. Первомайський коло м. Очаків. У конфліктах в нутрі даного колективу — могли проявляти агресивний пірокінез до опонента, доводити до смерті жертву без слідів для криміналістів (без доказів вбивства); особливу увагу приділяла розвідка відбору кандидатів з декількома здібностями, а найбільше — зі здібністю проскопії (т. зв. «сліпери»), телепатії (т. зв. «рідери»). — За свідченням члена згаданого «батальйону 14» пси-оператора Юрія Козлова — державний уряд СРСР та Росії боявся та боїться цього підрозділу, що перевищує своїми спецздібностями державну політичну структуру, та намагався та намагається тоді непередбачуваний наявний результат проекту «Сітка» використати для геополітики (при контакті з ними радянські та російські урядовці не хотіли оголювати свої думки перед їх телепатичними спецздібностями, а у разі небезпеки пси-операторам бути вбитими ними ж); адже «головне це не кулі зі зброєю солдата й офіцера, але керування їх волею й думками» (напр. дистанційно змушувати військовослужбовців противника безборонно здавати зброю, «зомбовано стріляти по своїм же вогневим точкам з власної зброї», змусити державних урядовців та депутатів противника до рішень вигідних воюючій стороні, «зняти інформацію» з дипломатів противника тощо).
Другий випускНазва 2-го випуску — «Кров за кров» (рос. Кровь за кровь). Повідомляється чітко про реанімацію згаданого проекту використання парапсихології у війську Російської Федерації на задоволення імперських амбіцій, і проти України також. Україна стала перед питанням відновлення цього проекту у 2005 р., де був згаданий «батальйон 14». Бо була можливість в Україні — троє з п'яти учасників зазначеного підрозділу мали українське походження та були громадянами України в 2005 році, й збереглася група науковців, котрі 30 років тому починали працювати в даному проекті. Також ще 20 випускників проекту «Сітка» мешкали в Україні, в Україні розташовані були 3 військові бази, де раніше відбувалися досліди цього проекту «Сітка». Після чого деякі народні депутати Верховної Ради України намагалися найняти собі окремих екстрасенсів цього проекту за гроші. Представники сучасного українського аналога «батальйону 14» стверджують про навмисну і свідому руйнацію одної такої бази урядом Януковича В. Ф. на острові «Майський» біля м. Очакова протягом 2008—2010 років з метою підриву обороноздатності України та планової підготовки російської окупації; а стихійні події навколо Небесної сотні поламали плани також і групи пси-операторів Росії сприяти окупації України, практично в 2014 році стало питання існування української державності української нації чи повернення до існування як етнографічна групи малоросів у складі російської імперії.
Третій випускНазва 3-го випуску — «Еліксир безсмертя» (рос. Эликсир бессмертия).
Розповідається про дослідження вчених направленні на підвищення виживаємості людини, як вплинути на старіння з метою продовження життя. Повідомляється про 10 груп працювавші на Сталіна з цією метою, котрі збирали інформацію про це. Розглядаються досягнення кріобіологів, трансгуманістів, геронтологів, молекулярних генетиків.
Четвертий випускНазва 4-го випуску — «Країна чудес» (рос. Страна чудес)
Оповідається про події на вул. Інститутській в Києві та містичний погляд на ті події.
П'ятий випускНазва 5-го випуску — «Шлях до неба» (рос. Путь к небу)
Розповідається про НЛО та контактерів з ними; про характерників; про дослідження аномальних явищ й аномальних зон.
Шостий випускНазва 6-го випуску — «Тінь мага» (рос. Тень мага)
Оповідається про містичні історії.
Сьомий випускНазва 7-го випуску — «Чаклун президента» (рос. Колдун президента)
Розказується про використання Президентом держави осіб з паранормальними здібностями.
Восьмий випускНазва 8-го випуску — «Війна за межею реальності» (рос. Война за гранью реальности)
Розказується про війну РФ проти України.
Дев'ятий випускНазва 9-го випуску — «Країна героїв» (рос. Страна героев)
Оповідається про героїчні вчинки ЗСУ.